# Chrysemosa mosconica
Chrysemosa mosconica is een insect uit de familie van de gaasvliegen (Chrysopidae), die tot de orde netvleugeligen (Neuroptera) behoort. 
Chrysemosa mosconica is voor het eerst wetenschappelijk beschreven door Navás in 1931.